# Дзядковиці (Лодзинське воєводство)
Дзядковиці (пол. Dziadkowice) — село в Польщі, у гміні Шадек Здунськовольського повіту Лодзинського воєводства. Населення — 145 осіб (2011).
У 1975—1998 роках село належало до Серадзького воєводства.

## Демографія
Демографічна структура станом на 31 березня 2011 року:
|          | Загалом | Допрацездатний вік | Працездатний вік | Постпрацездатний вік |
| -------- | ------- | ------------------ | ---------------- | -------------------- |
| Чоловіки | 71      | 17                 | 46               | 8                    |
| Жінки    | 74      | 17                 | 42               | 15                   |
| Разом    | 145     | 34                 | 88               | 23                   |